# Pierre Whalon
Pierre Whalon (ur. 12 listopada 1952, Newport) – biskup Kościoła Episkopalnego.

## Życiorys
Urodził się w rodzinie wyznania rzymskokatolickiego i konwertował się na anglikanizm. W czerwcu 1985 otrzymał święcenia diakonatu, a następnie prezbiteratu – w grudniu tegoż roku. Konsekrowany na biskupa w listopadzie 2001 w kościele św. Pawła w obrębie Murów (San Paolo dentro le Mura, w odróżnieniu od katolickiej bazyliki św. Pawła za Murami) w Rzymie przez biskupów episkopalnych: Franka Griswolda, Johna W. Howe'a i Jeffreya Williama Rowthorna.
Bp Pierre Whalon jest zwierzchnikiem Konwokacji Kościołów Episkopalnych w Europie.
31 marca 2012 bp Whalon w kościele św. Marcina w Krakowie sprawował pierwszą w tym mieście anglikańską liturgię  eucharystyczną.